# Черепуха, Николай Николаевич
Николай Николаевич Черепуха (Пустой шаблон {{ВД-Преамбула}} ) — российский хоккеист, нападающий.

## Биография
Воспитанник саратовского «Кристалла», выступал за команду в сезонах 1992/93 — 1995/96, 1997/98 — 1999/2000; за пять сезонов в МХЛ и Суперлиге провёл 47 матчей, набрал 2 (2+0) очка. Также играл за «Химик» Энгельс (1992/93 — 1995/96), «Кристалл-2» (1997/98, 1999/2000), «Дизелист» Пенза (2000/01).
Начальник команды «Кристалл» (2010/11).
Сын Денис (род. 1998) до 2019 года играл в низших хоккейных лигах России.